# Bolest
Bolest je abnormalno stanje organizma koje otežava funkcije tijela. Kod ljudi, "bolest" se često koristi kao naziv svakog stanja koje uzrokuje bol, disfunkciju, socijalne probleme ili smrt te slične probleme za druge koji su u kontaktu s bolesnom osobom. Poput nekog stroja, ljudsko tijelo najveći dio vremena radi bez zastoja i učinkovito. Međutim, ponekad može prestati normalno raditi. Uzrok tome ponekad uključuje ozljede, kao što je slomljena kost, poremećaje, sindrome, infekcije, izolirane simptome, devijantno ponašanje, i atipičnu varijabilnost strukture i funkcije. Neke bolesti može kontrolirati i protiv njih se boriti tjelesni imunosni sustav. Za liječenje težih bolesti može biti potrebna terapija lijekovima ili operacija.

## Epidemiologija
Epidemiologija je znanost o bolestima koje zahvaćaju veće skupine ljudi. Epidemolozi se bave uzrocima pojave bolesti među stanovništvom te njihovom kontrolom i sprečavanjem. Otkrili su povezanost između bolesti i prehrane, okolišnih čimbenika i načina života. Epidemiolozi su prvi otkrili povezanost pušenja i raka pluća.

## Zarazne bolesti
Zarazne bolesti, primjerice prehlada ili upala pluća, su one koje uzrokuje neki patogeni organizam kad napadne tijelo. Najčešći uzročnici bolesti su bakterije i virusi, iako neke bolesti, kao što je upala sluznice, mogu uzrokovati gljivice, a neke druge, poput malarije, organizmi zvani protisti. Te organizme obično uništava imunosni sustav tijela. Protiv ostalih se često mora dijelovati lijekovima.

### Bakterije
Bakterije su jednostanični mikroorganizmi. Većina bakterija nije štetna za ljude. Međutim, neke se u tijelu umnožavaju i stvaraju toksine što uzrokuju bolest. Bakterijske bolesti su trbušni tifus i šarlah. Većina se može liječiti lijekovima antibioticima.

### Virusi
Virusi su sičušne infektivne čestice koje se često neubrajaju u žive organizme. Oni unose svoj genski materijal (DNK) u tijelesne stanice i same se umnožavaju te tako zaraze druge stanice. Ljudske virusne infekcije jesu prehlada, ospice i HIV.

### HIV I AIDS
Virus humane imunodeficijencije, ili HIV, uzrokuje AIDS (sindrom stečene imunodeficijencije). HIV zarazi i uništava stanice koji su dio imunosnog sustava tijela - tijelesnog obrambenog mehanizma protiv bolesti. HIV se prenosi nekim tijelesnim tekućinama, kao što su krv i sperma. Tijelesni sustav postupno slabi i osoba oboljeva od različitih bolesti koje se zajednički nazivaju AIDS.

### Širenje infekcije
Većina bolesti se dobije od drugih ljudi dodirom, udisanjem kapljica kad netko kiše ili kašlje. Infekciju mogu širiti i zaražena hrana, kontaminirana voda i ubodi kukaca. Narkomanima koji dijele igle prijeti opasnost od infekcije krvi, kao što su hepatitis i HIV.
- Kanalizacija

Ljudske fekalije sadrže bakterije i viruse koji uzrokuju bolesti. Ako nema kanalizacije i ljudski izmet se izlijeva u rijeke, ljudi mogu u dodiru sa zagađenom vodom dobiti bolesti kao što su dizenterija i kolera. Održavanjem čistoće rijeka sprečava se pojava bolesti od koje ljudi mogu oboljeti ako piju ili koriste riječnu vodu.
- Kukci

Neki kukci, naprimjer komarci i muhe, hrane se ljudskom krvlju i mogu prenositi bolesti. Komarac prenosi uzročnika malarije ako se hrani krvlju zaražene osobe.

### Sprječavanje zaraznih bolesti
Prevencija bolesti je važan dio moderne medicine. Bolesti se mogu spriječiti boljom kanalizacijom, imunizacijom i poboljšanom higijenom hrane. Također se mogu spriječiti i uravnoteženom prehranom te tjelovježbom.

## Nezarazne bolesti
Ako bolest nije zarazna, onda je ne uzrokuje patogeni organizam i ona se ne može prenositi s osobe na osobu. Nezarazne bolesti su, naprimjer, bolesti krvožilnog sustava (koronarna oboljenja) kao srčani zastoj, moždani udari i rak, te bolesti dišnog sustava, kao bronhitis i emifizem pluća. 
- Kronične bolesti

Kronične bolesti su danas glavni zdravstveni problem iz više razloga: sve brže raste broj oboljelih, dobna granica pojavnosti kroničnih oboljenja je sve niža a financijsko opterećenje za državne proračune raste po stopi koja nekoliko puta nadmašuje BDP (npr. SAD je u minusu od 30 tisuća milijardi dolara za zdravstvo). Po nekim autorima (Dr. Barry Sears) većina kroničnih bolesti ima podlogu u dugotrajnoj tihoj upali i sindromu toksične masnoće. 
- Nutricionističke bolesti

Nutricionističke bolesti su posljedica neuroravnoteže prehrane što uzrokuje manjak vitamina i minerala. Dijete koje ne prima dovoljno vitamina D može patiti od rahitisa, bolesti kod koje se kostur ne razvija pravilno.
- Industrijske bolesti

Na zdravlje ljudi mogu utjecati uvjeti rada. Industrijski procesi mogu štetno dijelovati na okoliš i uporaba kemikalija može uzrokovati pojavu bolesti. Neki rudari oboljevaju od plućnih bolesti zvanih pneumokonioze.
- Psihičke bolesti
psihičke bolesti su danas veliki javnozdravstveni problem koji u velikoj mjeri utječe na to kako se osoba osjeća,razmišlja,ponaša i ophodi prema drugim ljudima, depresija i anksiozni poremećaji su najčešće psihičke bolesti, uzrok poremećaja nije poznat, vjeruje se da leži u genetskim i okolišnim čimbenicima.

## Vanjske poveznice
|  | Molimo pročitajte upozorenje o korištenju medicinskih informacija. Ne provodite liječenje bez savjetovanja s liječnikom! |